# Karl Bechert
Karl Bechert (* 23. August 1901 in Nürnberg; † 1. April 1981 in Weilmünster) war ein deutscher theoretischer Physiker, Hochschullehrer und Politiker (SPD).

## Leben
Karl Bechert wurde am 23. August 1901 in Nürnberg geboren. Er studierte nach dem Abitur in München Physik, Mathematik und Chemie an der Ludwig-Maximilians-Universität München. 1925 promoviert er unter Arnold Sommerfeld mit einer Arbeit über Die Struktur des Nickelspektrums und war ab 1923 dessen Hilfsassistent und ab 1926 dessen Assistent. In den Jahren 1925–1926 arbeitete er als Rockefeller-Stipendiat in Spanien und er war auch zu Studienzwecken und für Vorträge in den USA und Indien. Er war seit 1929 mit Sibylle Bechert, geborene Lepsius, verheiratet und hatte zwei Kinder, darunter den 1931 geborenen Johannes Bechert, ab 1971 Professor für Linguistik in Bremen.
Im Jahr 1930 habilitierte Karl Becher sich bei Sommerfeld und war bis 1933 Privatdozent an dessen Institut. 1933 erhielt Bechert einen Ruf an die Justus-Liebig-Universität Gießen und wurde dort Direktor des Instituts für Theoretische Physik. Dezember 1933 trat er dem NSLB bei. 1945/46 wurde er von den Amerikanern zum Rektor der Gießener Universität ernannt, da er als einer der Wenigen politisch unbelastet war. Nachdem er nicht verhindern konnte, dass die Universität auf eine Ausbildungsstätte für Landwirtschaft und Veterinärmedizin reduziert wurde mit entsprechendem Wegfall von Stellen (wozu auch seine eigene Professur gehörte), folgte er 1946 einem Ruf an die Johannes Gutenberg-Universität Mainz, wo er ebenfalls Direktor des Instituts für Theoretische Physik war. Er lehrte dort bis zu seiner Emeritierung 1969.
Von 1942 bis 1948 war er Vorsitzender des Gauvereins Hessen der Deutschen Physikalischen Gesellschaft.
Im Jahr 1945 wurde Bechert nach dem Einmarsch der US-Amerikaner zum Bürgermeister in Donsbach (Westerwald) und zum Oberschulrat in Dillenburg ernannt.
Seit den 1950er Jahren war Bechert Mitglied im Kuratorium der Deutschen Friedensgesellschaft. Ab 1955 war er Mitglied im Arbeitskreis „Kirche und Politik“ der Evangelischen Kirche in Hessen und Nassau. Als Vorsitzender der Landesvereinigung zur Erhaltung und Förderung der christlichen Simultanschule in Rheinland-Pfalz setzte er sich gegen die Trennung nach Konfessionen, wie dies die Schulartikel der Landesverfassung vom 18. Mai 1947 und das Volksschulgesetz vom 25. Januar 1955 ermöglichten, und für ein ökumenisches Zusammenleben ein. Bechert trat 1956 der SPD bei.
1963 wählte ihn die Norwegische Akademie der Wissenschaften zu ihrem Mitglied. 1971 wurde er Vorsitzender der „Internationalen Gesellschaft für Verantwortung in der Wissenschaft“. Nach seinem Ausscheiden aus dem Bundestag 1972 trat er immer häufiger öffentlich gegen die Atomenergiepolitik der Bundesregierungen Brandt/Scheel und Schmidt/Genscher auf (er sprach vom „Prinzip des kurzsichtigen Nutzens“). Er war Mitglied im Weltbund zum Schutz des Lebens, im Bundesverband Bürgerinitiativen Umweltschutz sowie anderen Organisationen der sozialen Bewegungen und galt als „Vater der Anti-Atomenergie-Bewegung“. Seine Schriften wurden von 1975 bis 1981 durch den von Herbert Wiedmann, Grafenberg, und Wilfried Hüfler, Reutlingen, betreuten „Prof.-Bechert-Infodienst“ viermal jährlich an bis zu 1700 Adressaten im In- und Ausland versandt. Letztere befinden sich archiviert noch bei Wilfried Hüfler, Reutlingen, dessen Nachlass sich inzwischen im Archiv Grünes Gedächtnis der Heinrich-Böll-Stiftung in Berlin befindet.
Bechert gehörte im November 1980 zu den Initiatoren des Krefelder Appells gegen die Atomrüstung in Europa (NATO-Doppelbeschluss). Für die Ostermarsch-Kundgebung am 4. April 1981 im Bonner Hofgarten war er als Hauptredner vorgesehen, starb aber drei Tage zuvor, wenige Stunden nachdem er am Abend zuvor im hessischen Kirchhain einen Vortrag gehalten hatte. Er starb im Ortsteil Möttau des Marktfleckens Weilmünster.

## Werk
Bechert befasste sich wie sein Lehrer Sommerfeld mit einem breiten Spektrum von Gebieten der theoretischen Physik, am Anfang mit Atomphysik und Spektroskopie, der Lösung der Diracgleichung, der Quantenmechanik des Drehimpulses von Systemen von Teilchen und Kernmodellen. Später befasste er sich mit nichtlinearen Wellengleichungen in der Gasdynamik und der Verbindung von Quantenelektrodynamik zu nichtlinearen Formulierungen der klassischen Elektrodynamik mit Selbstwechselwirkung und der Verbindung von Allgemeiner Relativitätstheorie und klassischer Elektrodynamik.
Er wirkte am Buch von Sommerfeld Atombau und Spektrallinien mit.
Er war Mitherausgeber der Zeitschrift für Angewandte Mathematik und Mechanik.

## Politischer Werdegang
Bechert war 1945/46 Mitglied des Stadtrates von Gießen und 1956 bis 1964 des Stadtrates von Gau-Algesheim. Die amerikanische Besatzungsmacht ernannte Bechert 1945 zum Bürgermeister von Donsbach, wegen seiner Tätigkeit in Gießen legte er das Amt aber noch im selben Jahr nieder. Von 1956 bis 1960 gehörte Bechert dem Kreistag im Landkreis Bingen an.
Bechert gehörte dem Deutschen Bundestag von 1957 bis 1972 an. Dort war er lange Vorsitzender des Ausschusses für Atomenergie und Wasserwirtschaft. Obwohl in Rheinland-Pfalz lebend, vertrat er den hessischen Wahlkreis Waldeck im Parlament. Von 1961 bis 1965 war er Vorsitzender des Bundestagsausschusses für Atomenergie und Wasserwirtschaft. Dabei war er ein expliziter Gegner sowohl der zivilen wie auch der militärischen Nutzung der Atomenergie. Er unterzeichnete die Göttinger Erklärung 1957 nicht, weil diese zwar die militärische Nutzung ablehnte, die zivile aber unterstützte.
Er war Präsident der Society for Social Responsibility in Science (SSRS), in der international Wissenschaftler wie Max Born, Wolfgang Pauli, Hans Thirring, Edward Condon und Albert Einstein zusammenarbeiteten.

## Ehrungen
Für Verdienste um ihren Wiederaufbau und die Verhinderung ihrer Schließung ernannte die Universität Gießen Bechert 1957 zum Ehrensenator und er war Ehrendoktor der Universität Gießen. In Gau-Algesheim ist das „Karl-Bechert-Haus“ der „Sozialdemokratischen Bildungsinitiative“ nach ihm benannt.

### Professor-Karl-Bechert-Preis
Die nordhessische SPD verleiht seit dem Jahr 2007 regelmäßig den Professor-Karl-Bechert-Preis für dezentrale erneuerbare Energie. Die Auszeichnung ehrt natürliche oder juristische Personen, die sich gesellschaftspolitisch, wirtschaftlich oder wissenschaftlich stark für die Entwicklung und Verbreitung dezentraler erneuerbarer Energien in Nordhessen eingesetzt haben.

## Schriften
- mit L. A. Sommer: Über das Bogenspektrum des Nickels (= Sitzungsberichte der mathematisch-naturwissenschaftlichen Abteilung der Bayerischen Akademie der Wissenschaften zu München, Heft 1/1925), München 1925.
- mit Christian Gerthsen: Atomphysik. Theorie des Atombaus (= Sammlung Göschen), 3 Bände, de Gruyter: Berlin 1938, 4. Auflage 1959–1963.
- Der Wahnsinn des Atomkriegs, Diederichs: Köln 1956.
- Deutsche Politik im Schatten der Atomdrohung, hg. v. Arbeitsausschuss Kampf dem Atomtod: Bonn 1963.